# Cestrum flavescens
Cestrum flavescens là loài thực vật có hoa trong họ Cà. Loài này được Greenm. mô tả khoa học đầu tiên năm 1899.